# Loxostege offumalis
Loxostege offumalis là một loài bướm đêm trong họ Crambidae.